# Colonia el Pedregal, San Luis Potosí
Colonia el Pedregal är en ort i Mexiko.   Den ligger i kommunen Zaragoza och delstaten San Luis Potosí, i den centrala delen av landet, 300 km nordväst om huvudstaden Mexico City. Colonia el Pedregal ligger 1 864 meter över havet och antalet invånare är 141.
Terrängen runt Colonia el Pedregal är platt västerut, men österut är den kuperad. Terrängen runt Colonia el Pedregal sluttar västerut. Runt Colonia el Pedregal är det ganska glesbefolkat, med 31 invånare per kvadratkilometer. Närmaste större samhälle är Zaragoza, 11,9 km nordost om Colonia el Pedregal. Omgivningarna runt Colonia el Pedregal är i huvudsak ett öppet busklandskap.